# 선반

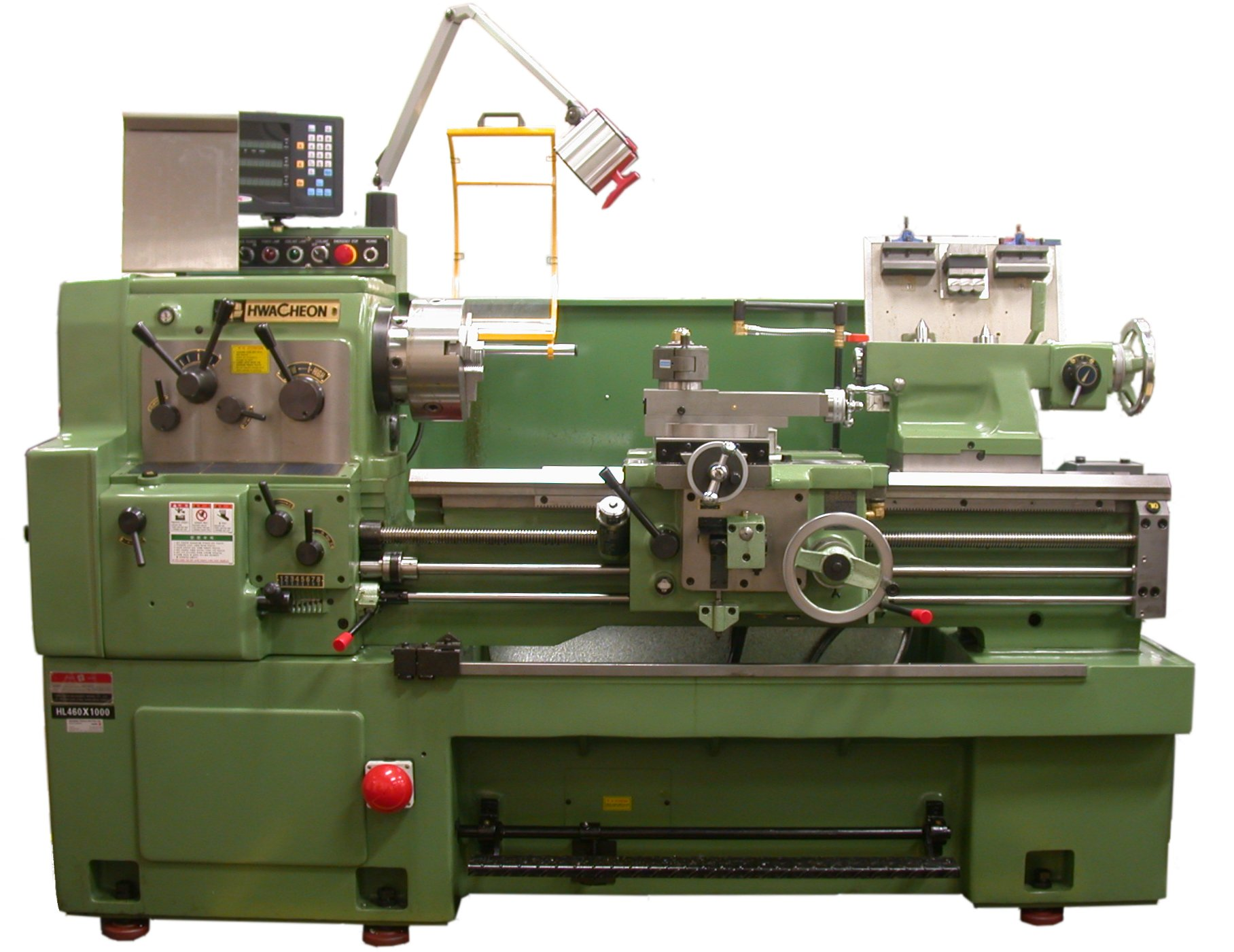

선반(旋盤, 영어: Lathe)은 회전하는 원통형 소재를 고정된 절삭 공구로 가공하여, 원통, 원뿔, 평면 등의 회전대칭 형상을 만드는 대표적인 절삭 가공용 공작기계이다.
소재(워크피스)는 주축(spindle)에 의해 고속 회전하고, 절삭 공구는 공구대(tool post)에 고정된 상태로 이송되며, 절삭이 이루어진다.
선반에서는 주로 바이트(single-point cutting tool)가 사용되며, 엔드밀과 같은 회전 공구는 사용되지 않는다.

## 개요
선반은 주축 끝단에 부착된 척에 가공물을 고정하여 회전시키고, 공구대에 설치된 바이트로 절삭 깊이와 이송을 주어 가공물을 주로 원통형으로 절삭하는 공작기계로서 가장 많이 이용되고 있다. 보통선반은 각종 선반 중에서 기본이 되고, 가장 많이 사용하는 선반이다. 초기에는 사람의 힘을 이용한 수족선반에서 발전하여, 증기기관을 이용한 엔진에서 동력을 이용하면서 engine lathe 라는 이름으로 불렸다.

## 보통선반의 각부 명칭
- 주축대
- 이송레버
- 주축구동레버
- 트래버스로드
- 왕복대
- 리드스크류의역회전레버
- 리드스크류바
- 베드
- 심압대나무
- 나사결각
- 왕복대 횡측 급송레버
- 복식공구대
- 왕복대 종축 급속레버
- 왕복대 이송용핸들
- 푸쉬버튼
- 속도선택레버

## 같이 보기
- 맨드럴
- 회전체